# Џералд Макрејни
Џералд Ли Макрејни (енгл. Gerald Lee McRaney) је амерички глумац који је рођен 19. августа 1947. године у Колинсу.
Макрејни је најпознатији по улози адмирала Холаса Килбрајда у серији Морнарички истражитељи: Лос Анђелес.